# اغتيال نينوي أكينو
اغتيل بينينو أكينو جونيور، عضو مجلس الشيوخ الفلبيني السابق، يوم الأحد الموافق 21 أغسطس 1983، على ساحة مطار مانيلا الدولي (المسمى الآن مطار نينوي أكينو الدولي تكريماً له). كان أكينو، وهو معارض سياسي قديم للرئيس فرديناند ماركوس، وصل للتو إلى وطنه بعد ثلاث سنوات من المنفى الاختياري في الولايات المتحدة، عندما أصيب برصاصة في الرأس أثناء اصطحابه من الطائرة إلى سيارة كانت تنتظر نقله إلى السجن. كما قُتل رولاندو غالمان، المتهم بقتله.
انتخب أكينو لعضوية مجلس الشيوخ الفلبيني عام 1967 وكان منتقداً لماركوس. وسُجن بناء على اتهامات ملفقة بعد وقت قصير من إعلان ماركوس الأحكام العرفية في عام 1972. وفي عام 1980 أصيب بنوبة قلبية في السجن، وسمحت له زوجة ماركوس، إيميلدا، بمغادرة البلاد بعد شهرين. أمضى السنوات الثلاث التالية في المنفى بالقرب من بوسطن قبل أن يقرر العودة إلى الفلبين.
يُعزى اغتيال أكينو إلى تحويل المعارضة ضد نظام ماركوس من حركة صغيرة ومعزولة إلى حملة وطنية. كما يُنسب إليه دفع أرملة أكينو، كورازون أكينو، إلى دائرة الضوء العامة وترشحها لمنصب الرئيس في الانتخابات المبكرة عام 1986. وعلى الرغم من إعلان ماركوس رسميًا فوزه في الانتخابات، إلا أن الاتهامات الواسعة بالتزوير والتلاعب غير القانوني لصالحه أدت إلى اندلاع "ثورة قوة الشعب"، التي أسفرت عن فرار ماركوس من البلاد وتنازله عن الرئاسة لصالح السيدة أكينو.
على الرغم من أن كثيرين، بما في ذلك عائلة أكينو، يصرون على أن ماركوس أمر باغتيال أكينو، إلا أن هذا لم يُثبت بشكل قاطع. أدى تحقيق حكومي رسمي أمر به ماركوس بعد وقت قصير من الاغتيال إلى توجيه اتهامات بالقتل إلى 25 عسكرياً ومدني واحد، وبرأتهم جميعاً محكمة سانديغانبايان (المحكمة الخاصة). بعد الإطاحة بماركوس، أدى تحقيق حكومي آخر في عهد إدارة الرئيسة كورازون أكينو إلى إعادة محاكمة 16 عسكرياً، أدينوا جميعاً وحكم عليهم بالسجن مدى الحياة من قبل محكمة سانديغانبايان. وأيدت المحكمة العليا القرار ورفضت طلبات لاحقة تقدم بها الجنود المدانون لإعادة المحاكمة. وقد تم العفو عن أحد المحكوم عليهم في وقت لاحق، وتوفي ثلاثة في السجن، وخُففت أحكام البقية في أوقات مختلفة؛ وتم إطلاق سراح آخر المحكوم عليهم من السجن في عام 2009، وهو نفس العام الذي توفيت فيه كورازون أكينو.

## الخلفية
بدأ نينوي أكينو مسيرته السياسية في عام 1955 أولاً عندما أصبح عمدة كونسيبسيون، ثم أصبح نائب حاكم تارلاك في عام 1959، ثم حاكم تارلاك في عام 1961، ثم عضو مجلس الشيوخ (الأصغر آنذاك) في عام 1967. خلال السنوات الأولى من عمله كعضو في مجلس الشيوخ، بدأ أكينو بالتحدث ضد الرئيس فرديناند ماركوس. وبدوره، رأى ماركوس أن أكينو يشكل التهديد الأكبر لسلطته.
كان من المفترض أن يترشح أكينو للرئاسة في انتخابات عام 1973 عندما أعلن ماركوس الأحكام العرفية في 21 سبتمبر 1972. في تلك الليلة، سُجن أكينو في فورت بونيفاسيو، وفي عام 1973، اتُهم أكينو زوراً بالقتل والتخريب. في البداية، رفض أكينو المشاركة في المحاكمة العسكرية بحجة "الظلم"، قبل أن يبدأ إضرابًا عن الطعام، ليدخل في غيبوبة بعد 40 يومًا. استمرت المحاكمة حتى 25 نوفمبر 1977، عندما أدين أكينو بجميع التهم وحُكم عليه بالإعدام رميا بالرصاص.  ومع ذلك، اعتقد أكينو وآخرون أن ماركوس لن يسمح بإعدامه لأن أكينو اكتسب قدرًا كبيرًا من الدعم أثناء سجنه، ومثل هذا المصير سيجعله بالتأكيد شهيدًا لأنصاره.
في أوائل عام 1978، أسس أكينو، وهو لا يزال في السجن، حزبًا سياسيًا اسمه Lakas ng Bayan (أو "لابان"، "LABAN") للترشح لمنصب في انتخابات باتاسانغ بامبانسا المؤقتة. أثناء الحملة، اتهم خوان بونس إنريل (وزير الدفاع الوطني آنذاك) نينوي أكينو بوجود علاقات مع جيش الشعب الجديد ووكالة المخابرات المركزية، مما دفع أكينو إلى الظهور في مقابلة تلفزيونية وطنية في 10 مارس 1978. خسر جميع مرشحي حزب لابان أمام مرشحي حزب ماركوس، وسط مزاعم بالتزوير الانتخابي.
في 19 مارس 1980، أصيب أكينو بنوبة قلبية في السجن، وفي مايو 1980، ونُقل إلى مركز القلب الفلبيني حيث أصيب بنوبة قلبية ثانية. شُخصت حالة أكينو بالذبحة الصدرية وكان بحاجة إلى جراحة مجازة ثلاثية؛ ومع ذلك، لم يقم أي جراح بإجراء العملية خوفًا من الجدل، ورفض أكينو الخضوع للإجراء في الفلبين خوفًا من تدخل ماركوس لإفسادها.، مشيرًا إلى أنه إما سيذهب إلى الولايات المتحدة للخضوع للإجراء أو يموت في زنزانته في السجن. رتبت السيدة الأولى إيميلدا ماركوس إجراء أكينو لعملية جراحية في المركز الطبي لجامعة بايلور في دالاس، تكساس، وأُطلِق سراحه من السجن لأسباب إنسانية ليغادر مع عائلته إلى سان فرانسيسكو على متن رحلة للخطوط الجوية الفلبينية في 8 مايو 1980. بعد العملية الجراحية، التقى أكينو مع زعماء مسلمين في دمشق، سوريا، قبل أن يستقر مع عائلته في نيوتن، ماساتشوستس.
أمضى أكينو السنوات الثلاث التالية في المنفى الاختياري في الولايات المتحدة، عمل على مخطوطات كتابين وألقى العديد من المحاضرات والخطابات التي انتقد فيها حكومة ماركوس في جميع أنحاء البلاد. وبما أن أكينو كان من المقرر أن يعود في عام 1983 كما نصت عليه شروطه لإطلاق سراحه، فقد قال جوفيتو سالونغا، رئيس الحزب الليبرالي آنذاك، عن أكينو:
كان نينوي يشعر بنفاد الصبر في بوسطن، وشعر بالعزلة بسبب تدفق الأحداث في الفلبين. وفي أوائل عام 1983، كان ماركوس يعاني من مرض خطير، وكان الاقتصاد الفلبيني يتراجع بسرعة، وكانت التمردات تتحول إلى مشكلة خطيرة. اعتقد نينوي أنه من خلال العودة إلى الوطن قد يكون قادرًا على إقناع ماركوس باستعادة الديمقراطية وإحياء الحزب الليبرالي بطريقة ما.

## السياق الأولي

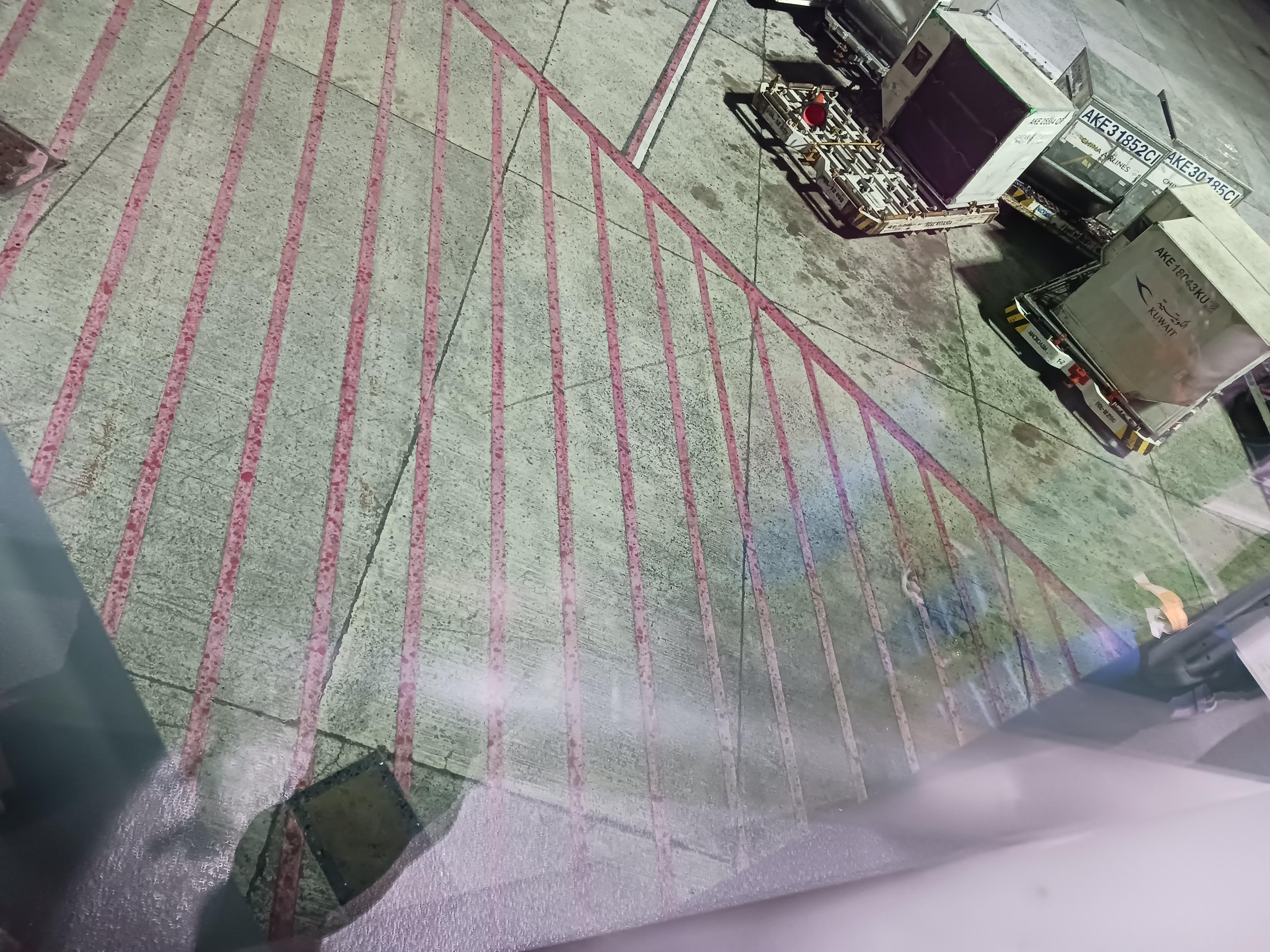
مدرج مطار نينوي أكينو الدولي كما يظهر من المبنى رقم 1، مع اللوحة (أدناه) التي تشير إلى المكان الدقيق الذي وقع فيه الاغتيال.

خلال لقاء مع إيميلدا ماركوس في عام 1982، سلمها أكينو جواز سفره منتهي الصلاحية، دون أن يعلم أنها ستحتفظ به في حوزتها. حاول أكينو تقديم أوراق السفر في القنصلية الفلبينية في مدينة نيويورك في يونيو 1983 (لكن تم رفضه بحجة وجود مؤامرة اغتيال مستهدفة) وانتهى به الأمر بجوازي سفر – جواز سفر فارغ يحمل الاسم الحقيقي لأكينو (عن طريق مسؤول قنصلي) والآخر جواز سفر صادر في الشرق الأوسط تحت الاسم المستعار "مارسيال بونيفاسيو" (عن طريق عضو الكونغرس السابق عن مقاطعة لاناو ديل سور، رشيد لوكمان).   في يوليو 1983، حذر باسيفيكو كاسترو (نائب وزير الخارجية آنذاك) شركات الطيران الدولية (بما في ذلك الخطوط الجوية اليابانية) من السماح لأكينو بالصعود على متن طائراتها. كان من المقرر أن يعود أكينو في السابع من أغسطس، ولكن خوان بونس إنريل حذره في الثاني من أغسطس من تأجيل رحلة عودته بسبب "مؤامرات ضد حياته" المزعومة.
في 13 أغسطس 1983، ذهب أكينو، بعد انتهاء خدمة العبادة الصباحية، إلى مطار بوسطن الدولي، حيث كان من المقرر أن يستقل طائرة إلى لوس أنجلوس لحضور مؤتمرات مع زملائه الفلبينيين. ومن هناك، سافر جواً إلى اليابان وهونغ كونغ وسنغافورة، قبل أن يتوجه إلى ماليزيا، حيث التقى أكينو مع مهاتير محمد (رئيس وزراء ماليزيا آنذاك) بالإضافة إلى مسؤولين إندونيسيين وتايلانديين. وبعد ذلك، عاد أكينو إلى سنغافورة، قبل أن يتوجه إلى هونغ كونغ، حيث استقل طائرة تابعة لشركة الخطوط الجوية الصينية متجهة إلى تايبيه. بمجرد وصول أكينو إلى تايبيه في 19 أغسطس، استقبله صهره كين كاشيواهارا، وهو صحفي يعمل لدى قناة إيه بي سي نيوز وكان في إجازة في ذلك الوقت. في 20 أغسطس، انضم إلى أكينو صحفيون، بما في ذلك كاتسو أويدا (كيودو نيوز)، وآرثر كان (آسياويك)، وتوشي ماتسوموتو، وكيوشي واكاميا، وطواقم إخبارية من إيه بي سي نيوز ونظام البث طوكيو، وأجرى لاحقًا مقابلة من غرفته في فندق غراند أشار فيها إلى أنه سيرتدي سترة واقية من الرصاص. ونصح الصحفيين الذين سيرافقونه في الرحلة، حيث قال:
يجب أن تكون مستعدًا بكاميرا يدك لأن هذا الإجراء قد يصبح سريعًا جدًا. في غضون ثلاث أو أربع دقائق، قد ينتهي الأمر، وقد لا أتمكن من التحدث إليك مرة أخرى بعد ذلك.— نينوي أكينو
في 21 أغسطس 1983، غادر أكينو فندق غراند هوتيل في الساعة 9:30 صباحًا متوجهًا إلى مطار تشيانغ كاي شيك الدولي. عند الوصول إلى محطة المطار في الساعة 10:10 صباحًا، اضطر أكينو إلى قضاء 20 دقيقة في القيادة في دوائر أثناء تسجيل الأمتعة لتقليل الشكوك. بعد المرور عبر الهجرة باستخدام جواز سفر مارسيال بونيفاسيو الخاص به، أوقفه اثنان من مسؤولي المطار التايوانيين، قبل أن يستقل (مع كاشيواهارا وأعضاء آخرين من الصحافة) رحلة الخطوط الجوية الصينية رقم 811، وهي طائرة بوينغ 767-200 (مسجلة باسم B-1836) متجهة إلى مانيلا، وغادرت تايوان في الساعة 11:15 صباحًا. في مانيلا، يصل ما لا يقل عن 20 ألفًا من أنصار المعارضة إلى مطار مانيلا الدولي عبر حافلات وسيارات جيب مزينة بشرائط صفراء. كما حضرت أورورا أكينو (والدة نينوي أكينو) ومرشحو المعارضة، بينما تم تعيين فرقة تضم أكثر من 1000 جندي وشرطي مسلح من قبل الحكومة لتوفير الأمن لوصول أكينو. أثناء الرحلة، ذهب أكينو إلى المرحاض لارتداء سترته الواقية من الرصاص (وهي نفس البدلة التي ارتداها عندما غادر الفلبين لإجراء جراحة القلب) وسلّم ساعة ذهبية إلى كاشيواهارا، وطلب من صهره أن يحضر حقيبة تحتوي على ملابس لأيام أكينو القليلة الأولى بعد عودته إلى السجن. وسُجلت اللحظات الأخيرة له في الرحلة أثناء مقابلته مع الصحفي جيم لوري، وقبل النزول من الطائرة في مطار مانيلا، على الكاميرا.

## الاستعدادات
في 19 أغسطس 1983، أبلغ النائب آنذاك سلفادور لوريل رئيس شرطة الفلبين الجنرال فيدل راموس بوصول أكينو، وطلب "اتخاذ جميع التدابير الأمنية اللازمة لحماية السيناتور في ضوء المؤامرات المبلغ عنها ضد حياته". تم إحالة الرسالة إلى رئيس الأركان الجنرال فابيان فير، الذي أصدر بدوره تعليمات إلى قائد قيادة أمن الطيران (AVESECOM) العميد لوثر أ. كوستوديو " لتوفير الضمانات الأمنية اللازمة لحماية السيناتور بينينو أكينو الابن أثناء وجوده في مجمع مطار مانيلا".
وبموجب الخطة التي أطلق عليها اسم "أوبلان باليكبايان" (Oplan Balikbayan)، تم إعداد طرق بديلة لنقل أكينو من طائرته إلى شاحنة SWAT المخصصة لنقل السيناتور إلى فورت بونيفاسيو:
- خطة ألفا (Plan ALPHA)- سوف ترافق مجموعة الصعود [أكوينو] للخروج عبر الأنبوب، إلى غرفة الاحتجاز البعيدة إلى شاحنة SWAT.
- الخطة برافو (Plan BRAVO) - سوف ترافق مجموعة الصعود [أكوينو] للخروج عبر سلالم الجسر إلى شاحنة SWAT.

بوجود أربع (4) خطط تنفيذية، الأولى، (Implan Alalay)، ستشكل فريق الصعود. ومن المقرر بعد ذلك أن توفر خطة (Implan Salubong) الأمن في مناطق محددة في مجمع مطار مانيلا الدولي، وأن توفر (Implan Sawata) أمن الطرق، وأن تجري (Implan Masid) عمليات استخباراتية وأمنية سرية في مطار مانيلا الدولي.
كانت "مجموعة الصعود" التي ستتولى إحضار السيناتور أكينو من الطائرة ونقله إلى فورت بونيفاسيو تتكون في البداية من الأشخاص الآتيين:
- الملازم الثاني جيسوس كاسترو
- الرقيب أرنولفو دي ميسا
- الرقيب كلارو لات
- ضابط استخبارات مدنية (CIC): ماريو لازاغا
- ضابط استخبارات مدنية (CIC): روجيليو مورينو

## الاغتيال
وصلت رحلة الخطوط الجوية الصينية رقم 811 إلى مطار مانيلا الدولي عند البوابة رقم 8 (الآن البوابة رقم 11، المبنى رقم 1) في الساعة 1:04 مساءً. عندما هبطت الطائرة بشكل صحيح، كان أعضاء وكان "فريق الصعود"، بالإضافة إلى أفراد العمليات الأمنية السرية، موجودين بالفعل داخل الأنبوب المتحرك لجسر الصعود إلى الطائرة. صعد أعضاء مجموعة الصعود إلى الطائرة دي ميسا، ولات، ولازاغا، وكاسترو إلى الطائرة لإحضار أكينو، بينما انتظر مورينو عند باب الطائرة. ثم تمت دعوة أحد أفراد عمليات الأمن السرية، الرقيب فيلومينو ميراندا، للدخول من قبل المجموعة، بينما تم استدعاء الرقيب التقني. "لقد دخل كليمنتي كاستا أيضًا إلى الداخل لسبب ما."
في الساعة 1:14 ظهرًا، نهض أكينو من المقعد (14C)، ورافقه الجنود إلى خارج الطائرة؛ وبدلًا من الذهاب إلى المحطة، سيتم نقل أكينو عبر سلم الخدمة في جسر الطائرة النفاثة، مباشرة إلى المدرج، حيث كانت تنتظره حافلة (AVSECOM) زرقاء اللون. وقبل إطلاق النار مباشرة، قال أحد الأشخاص "Ako na!" ("أنا!") بينما كان أكينو يصعد إلى سلم الخدمة، بينما قال شخص آخر "Pusila! Pusila! Op! Pusila! Pusila! Pusila!" (أطلق النار! أطلق النار! أوبس! أطلق النار! أطلق النار!). تم تسجيل الصوت على كاميرا الأخبار، ولكن إطلاق النار الفعلي على أكينو لم يتم التقاطه على الكاميرا بسبب الحركة والتعريض لأشعة الشمس الساطعة.
بعد خمسين ثانية من قيام أكينو من مقعده، أُطلقت رصاصة، تلاها بعد ثلاث ثوانٍ وابل من أربع طلقات دامت نصف ثانية، ثم وابل ثانٍ من اثنتي عشرة رصاصة على الأقل. وعندما توقف إطلاق النار، كان أكينو ورجل تم تحديده لاحقًا باسم رولاندو غالمان ملقيين قتيلين على موقف الطائرات، وكلاهما متأثرين بجراحهما الناجمة عن طلقات نارية. تم العثور على ستة وعشرين غلاف رصاصة من نوع إم 16(عيار 5.56)، وغلاف رصاصة من عيار 0.45، بالإضافة إلى خمس رصاصات غير مستخدمة (ثلاث منها من نوع "الرصاص نصف المسطح" واثنتان من نوع "الرصاص الأجوف نصف المغلف") في موقع الجريمة. تم نقل جثمان أكينو إلى شاحنة تابعة لقيادة أمن الطيران (AVSECOM) بواسطة جنديين من فرقة التدخل السريع التابعة لقيادة أمن الطيران (AVSECOM)، بينما واصل جندي آخر عند مصد الشاحنة إطلاق النار على غالمان. انطلقت شاحنة (AVSECOM) مسرعة، تاركة وراءها جثة غالمان المليئة بالرصاص. وفقًا لتقارير إخبارية (إلى جانب حكم لاحق في قضية سانديغانبايان)، توفي أكينو قبل وصوله إلى مستشفى فورت بونيفاسيو العام؛ ويظل هذا الادعاء مثيرًا للجدل بسبب الأدلة المتناقضة المقدمة في مقابلات المحكمة مع الجنرال كوستوديو.
تم تشريح جثتي أكينو وغالمان من قبل ضباط الطب الشرعي بيينفينيدو أو. مونوز ونييتو إم. سالفادور في مشرحة كنيسة لويولا التذكارية ومختبر الجرائم التابع للشرطة الفلبينية في الساعة 10 مساءً و11:20 مساءً على التوالي. وأظهر تشريح جثة مونوز أن أكينو أصيب برصاصة قاتلة "انطلقت إلى الأمام والأسفل والوسط" في الرأس خلف أذنه اليسرى، تاركة وراءها ثلاث شظايا معدنية في رأسه. تم العثور على كدمات على جفون أكينو، والصدغ الأيسر، والشفة العليا، والذراع اليسرى، والكتف الأيسر، في حين تم العثور على نزيف في الجبهة والخد. أظهر تشريح الجثة في سلفادور أن غالمان توفي بسبب "صدمة ثانوية لجروح طلقات نارية" مع وجود ثمانية جروح في جسده؛ تم العثور على الجرح الأول خلف الأذن اليسرى وفوقها، والجروح من الثاني إلى الرابع في الصدر، والجرح الخامس والسادس في الظهر، والجرح السابع مع تسعة ثقوب من المعدة إلى الفخذ الأيمن، والجرح الثامن في منطقة الكوع. كما كانت هناك سبع رصاصات - أربع منها "مغطاة بغطاء مشوه"، واثنتان "مغطاتان بغطاء مشوه قليلاً"، وواحدة "مغطاة بغطاء نحاسي مشوه" - داخل جسد غالمان.

### المطالبات الأولية
بعد ساعات قليلة من إطلاق النار، زعمت الحكومة أن رولاندو غالمان هو الرجل الذي قتل أكينو، واتهمت غالمان زوراً بأنه قاتل شيوعي يتصرف بناءً على أوامر من رئيس الحزب الشيوعي الفلبيني رودولفو سالاس. خلال مؤتمر صحفي عقد في الساعة 5:15 مساءً (بعد أربع ساعات من الاغتيال)، ادعى بروسبيرو أوليفاس (رئيس قيادة شرطة العاصمة الفلبينية آنذاك) أن المهاجم "في العشرينيات من عمره، يرتدي بنطالاً أزرق وقميصًا أبيض"  أطلق النار على أكينو في مؤخرة رأسه من الخلف بمسدس ماغنوم عيار 0.357؛ ومع ذلك، استبعد أوليفاس من روايته تقرير الكيمياء (C-83-1136)، والذي أظهر أن الشظايا المستخرجة من أكينو كانت من مسدس عيار 0.38 أو عيار 0.45.
تم بث إعادة تمثيل عسكرية في 27 أغسطس 1983، والتي تضم العديد من مسؤولي (AVSECOM) المتورطين فعليًا في الاغتيال. أظهر إعادة تمثيل الحادث أنه بينما كان أكينو (محاطًا بثلاثة ضباط) ينزل الدرج المكون من 19 درجة لممر الطائرة لمدة 9.5 ثانية، خرج المهاجم من مؤخرة الدرج وأطلق النار على أكينو. بدوره، أطلق العديد من أفراد فريق الأمن وابلًا واحدًا من الرصاص على غالمان، مما أدى إلى مقتله. اعترف أوليفاس لاحقًا بأن إعادة تمثيل الجريمة كانت بها "بعض الأخطاء، مثل نوع الطائرة الخطأ وغياب العديد من الأشخاص عن مسرح الجريمة"، وألمح إلى إعادة تمثيل "ثانية" محتملة وأكثر دقة. وذكر تقرير رسمي صادر عن حكومة ماركوس وبابلو مارتينيز أن غالمان هو من أطلق النار على أكينو وأرداه قتيلا. ومع ذلك، لا يوجد دليل قاطع لإثبات هذا الادعاء.

## التحقيق
اتُّهم الجميع بالتآمر، بدءاً من وكالة الاستخبارات المركزية، إلى الأمم المتحدة، إلى الحزب الشيوعي الفلبيني، إلى السيدة الأولى إيميلدا ماركوس.[بحاجة لمصدر أفضل]  الرئيس ماركوس كان يعاني من مرض خطير، وكان يتعافى من عملية زرع كلية عندما وقع الحادث. نشأت نظريات حول من كان مسؤولاً ومن أمر بالإعدام. افترض البعض أن ماركوس كان لديه أمر منذ فترة طويلة بقتل أكينو عند عودة هذا الأخير.
في أواخر نوفمبر 2024، اتهمت نائبة الرئيس سارة دوتيرتي كاربيو عائلة ماركوس بأكملها بالتخطيط للاغتيال، كجزء من العداوة السياسية المتصاعدة بينها وبين الرئيس بونغ بونغ ماركوس نجل ماركوس الأب. ترشح الاثنان في وقت واحد وفاز كلاهما في الانتخابات الرئاسية الفلبينية 2022. كما أن دوتيرتي كاربيو قريبة أيضًا من شقيقة الرئيس آيمي ماركوس.

### مجلس أغرافا
في 24 أغسطس 1983، أنشأ ماركوس لجنة لتقصي الحقائق تسمى لجنة فرناندو (على اسم رئيس اللجنة ورئيس المحكمة العليا آنذاك إنريكي فرناندو) للتحقيق في اغتيال أكينو. كما تم تعيين أربعة قضاة متقاعدين في المحكمة العليا تتراوح أعمارهم بين 68 و80 عامًا؛ وقد استقالوا بعد الطعن في تشكيلها في المحكمة. رفض أرتورو تولنتينو تعيينه كرئيس لمجلس الإدارة. ومع ذلك، لم تعقد اللجنة سوى جلستين بسبب الانتقادات العامة الشديدة.
في 14 أكتوبر 1983، أصدر الرئيس ماركوس المرسوم الرئاسي رقم 1886، الذي أنشأ بموجبه مجلس تحقيق مستقل، أطلق عليه اسم "لجنة أغرافا" (Agrava Commission)أو "مجلس أغرافا" (Agrava Board). كان المجلس يتألف من قاضية محكمة الاستئناف السابقة كورازون أغرافا كرئيسة، والمحامي لوتشيانو إي سالازار، ورجل الأعمال دانتي جي سانتوس، وزعيم العمال إيرنستو هيريرا، والمعلم أمادو سي ديزون كأعضاء.
انعقدت لجنة تقصي الحقائق في أغرافا في 3 نوفمبر 1983. قبل أن يبدأ مجلس أغرافا عمله، ادعى الرئيس ماركوس أن قرار القضاء على أكينو اتخذه الأمين العام للحزب الشيوعي الفلبيني، رودولفو سالاس. وكان يشير بذلك إلى ادعائه السابق بأن أكينو أصبح صديقاً لرفاقه الشيوعيين ثم خانهم في وقت لاحق.
وقد عقدت لجنة أغرافا جلسات استماع عامة وطلبت شهادات من عدة أشخاص قد يلقيون الضوء على الجرائم، بما في ذلك إيميلدا ماركوس، والجنرال فابيان فير، رئيس أركان القوات المسلحة الفلبينية.
وفي الإجراءات اللاحقة، لم يتمكن أحد من تحديد هوية من أطلق النار الذي قتل أكينو، لكن ريبيكا كويجانو، وهي راكبة أخرى، شهدت بأنها رأت رجلاً خلف أكينو (يركض من الدرج نحو أكينو ومرافقيه) يوجه مسدساً إلى مؤخرة رأسه، وبعد ذلك سمع صوت طلق ناري. وأظهر تحليل ما بعد الوفاة أن أكينو أصيب برصاصة في مؤخرة الرأس من مسافة قريبة، حيث خرجت الرصاصة من الذقن بزاوية متجهة للأسفل، وهو ما دعم شهادة كويجانو. وأُثيرت المزيد من الشكوك عندما وصفت كويجانو القاتل بأنه كان يرتدي زياً عسكرياً. وقد أدلى بعض موظفي المطار الذين كانوا مناوبين أثناء عملية الاغتيال بشهادات تدعم شهادة كويجانو، حيث ذكروا أن غالمان كان يتحدث مع أحد الجنود عندما سمع إطلاق النار.
بعد عام من التحقيق الشامل – مع 20 ألف صفحة من الشهادات التي أدلى بها 193 شاهدًا، قدمت هيئة أغرافا تقريرين إلى الرئيس ماركوس – تقارير الأغلبية والأقلية. وقد قدم رئيس لجنة أغرافا تقرير الأقلية بمفرده في 23 أكتوبر 1984. وقد أكدت هذه المحكمة أن اغتيال أكينو كان مؤامرة عسكرية، ولكنها برأت الجنرال فير. ويعتقد كثيرون أن الرئيس ماركوس أرهب أعضاء المجلس وضغط عليهم لإقناعهم بعدم توجيه الاتهام إلى فير، ابن عم ماركوس الأول والجنرال الأكثر ثقة. باستثناء الرئيس أغرافا، قدمت أغلبية أعضاء مجلس الإدارة تقريرًا منفصلاً – تقرير الأغلبية الذي اتهم العديد من أعضاء القوات المسلحة بما في ذلك فير، والجنرال لوثر كوستوديو، رئيس (AVSECOM)، والجنرال بروسبيرو أوليفاس، رئيس القيادة الحضرية (METROCOM). رفض أعضاء المجلس بالإجماع النظرية القائلة بأن غالمان هو الذي قتل أكينو. أحالت لجنة أغرافا نتائجها إلى أمين المظالم لمحاكمتها من قبل سانديغانبايان.

## الجنازة
على الرغم من أن أكينو تم تحنيطه بواسطة المحنط الشهير فرانك مالابيد، إلا أن والدة أكينو أورورا أمرت المحنط بعدم وضع مكياج على الجثة، حتى يتمكن الجمهور من رؤية "ما فعلوه لابني". ظل رفاته في حالة جيدة لمدة ثمانية أيام. ومع ذلك، قررت عائلة أكينو عرضه مرتديًا سترة السفاري الملطخة بالدماء التي كان يرتديها عند اغتياله، ورفضت استخدام أي مكياج لإخفاء الجروح المرئية على وجهه. توافد الآلاف من المؤيدين على جنازة أكينو، التي أقيمت في منزله في شارع تايمز في ويست ترايانغل، بمدينة كيزون. خلال هذا الوقت، تم نقل رفاته أيضًا إلى كنيسة سانتو دومينغو. وصلت زوجة أكينو، كورازون، وأطفالها بالسي، وبينكي، وفييل، وبنيغنو، وكريس من بوسطن في اليوم التالي للاغتيال. في مقابلة لاحقة، روت ابنة أكينو الكبرى، بالسي (أكينو كروز حاليًا)، أنهم علموا بالاغتيال من خلال مكالمة هاتفية من وكالة أنباء كيودو. لقد صدمت في البداية عندما طُلب منها تأكيد ما إذا كان والدها قد قُتل بالفعل. تم التحقق من تقرير الاغتيال لأسرة أكينو عندما اتصل إيشيهارا شنتارو، أحد معارف نينوي وعضو البرلمان الياباني، بكوري وأبلغها أن كيوشي واكاميا، الصحفي الذي كان مع نينوي في الرحلة من تايبيه إلى مانيلا، أكد له إطلاق النار.
تم نقل رفات أكينو لاحقًا إلى تارلاك لإقامة جنازته في كونسيبسيون وفي كنيسة هاسيندا لويزيتا. وقد تم إرجاعها لاحقا إلى كنيسة سانتو دومينغو، حيث أقيمت جنازته في 31 أغسطس. بعد القداس في الساعة 9 صباحًا، برئاسة رئيس أساقفة مانيلا الكاردينال خايمي سين، نقل موكب الجنازة رفاته إلى منتزه مانيلا التذكاري في باراناك. جابت الشاحنة ذات السطح المسطح، التي كانت بمثابة سيارة نقل الجثث، شوارع مانيلا الكبرى لمدة 12 ساعة. وقد مرت بحديقة ريزال ، حيث تم تنكيس العلم الفلبيني. وصل نعش أكينو أخيرًا إلى الحديقة التذكارية في حوالي الساعة 9 مساءً. اصطف أكثر من مليوني شخص في الشوارع لحضور الموكب. كانت بعض المحطات مثل راديو فيريتاس و(DZRH) التابعتين للكنيسة هي المحطات الوحيدة التي غطت الحفل بأكمله.

## اليوم الوطني للحزن
بعد شهر من اغتيال أكينو، نظمت كوري أكينو مظاهرة "اليوم الوطني للحزن" في مانيلا في 21 سبتمبر 1983، لإحياء ذكرى إعلان الأحكام العرفية ومواصلة الحداد على وفاة نينوي أكينو. وبينما كان التجمع على وشك الانتهاء، توجهت مجموعة من المتظاهرين المنشقين بالآلاف إلى جسر منديولا (الذي أصبح الآن جسر دون تشينو روسيس) حيث كان يتمركز مشاة البحرية ورجال الإطفاء، مما أدى إلى اندلاع مواجهة أسفرت عن مقتل 11 شخصًا، سبعة منهم من المتظاهرين.

## المحاكمات والإدانات
في عام 1985، تم توجيه الاتهام إلى 25 عسكريًا (بما في ذلك العديد من الجنرالات والعقداء) ومدني واحد بتهمة قتل بينينو أكينو جونيور ورولاندو غالمان. أعفى الرئيس ماركوس فير من منصبه كرئيس للقوات المسلحة الفلبينية وعين ابن عمه الثاني، الجنرال فيدل راموس، رئيسًا مؤقتًا للقوات المسلحة الفلبينية. تمت محاكمة المتهمين أمام محكمة سانديغانبايان (محكمة خاصة). بعد محاكمة قصيرة، برأت سانديغانبايان جميع المتهمين في 2 ديسمبر 1985. وبعد صدور القرار مباشرة، أعاد ماركوس تعيين فير في منصبه. وقد تم التنديد بالحكم الصادر في قضية سانديغانبايان عام 1985 وإعادة تعيين فير في منصبه باعتبارهما استهزاءً بالعدالة.
بعد الإطاحة بماركوس في عام 1986، تم إجراء تحقيق آخر من قبل الحكومة الجديدة. حكمت المحكمة العليا بأن إجراءات المحكمة السابقة كانت "صورية" أمر بها "الرئيس الاستبدادي" نفسه؛ وأمرت المحكمة العليا بإجراء محاكمة جديدة (سانديغانبايان). وقد أدانت محكمة سانديغانبايان ستة عشر متهمًا وحكمت عليهم بالسجن مدى الحياة في عام 1990 وأمرت بدفع تعويضات لأسرتي أكينو وغالمان.
الستة عشر كانوا العميد. الجنرال لوثر كوستوديو، والنقيب روميو باوتيستا، والملازم الثاني جيسوس كاسترو، والرقباء كلارو إل لات، وأرنولفو دي ميسا، وفيلومينو ميراندا، ورولاندو دي جوزمان، وإرنستو ماتيو، ورودولفو ديسولونغ، وروبن أكينو، وأرنولفو أرتس، وكونستابل وروجيليو مورينو (الذي كان مطلق النار)، و الرقيب الأول بابلو مارتينيز (الذي كان يُعتقد أنه مطلق النار أيضًا)، والعريف أول ماريوا لازاغا، والعريف أول كوردوفا إستيلو، والعريف أول فيليزياردو تاران. وقد أكدت المحكمة العليا القرار في عام 1991.
وزعم بابلو مارتينيز، أحد المتآمرين المدانين في جريمة الاغتيال، أن زملاءه المتآمرين أخبروه أن داندينغ كوجوانجو أمر بالاغتيال. كما زعم مارتينيز أيضًا أنه وغالمان فقط كانا على علم بالاغتيال، وأن غالمان كان مطلق النار الفعلي، وهي النقطة التي لم تؤكدها أدلة أخرى في القضية. وقد قدم المحكوم عليهم استئنافا لتخفيف أحكامهم بعد 22 عاما، زاعمين أن عملية الاغتيال أمر بها صديق ماركوس وشريكه التجاري (وابن عم كورازون أكينو المنفصل) داندينغ كوجوانجو. وقضت المحكمة العليا بأن هذا الأمر لا يعتبر دليلاً جديداً. على الرغم من أن المحكمة العليا لم تدين فرديناند ماركوس، إلا أن هناك من لا يزال يعتقد أنه هو من قتل نينوي أكينو بالفعل. وعلى مر السنين، تم العفو عن بعضهم، وتوفي آخرون أثناء الاحتجاز، بينما تم تخفيف أحكام آخرين ثم قضوا عقوبتهم. في نوفمبر 2007، تم إطلاق سراح بابلو مارتينيز من سجن بيليبيد الجديد بعد أن أمرت الرئيسة غلوريا ماكاباجال أرويو بالإفراج عنه لأسباب إنسانية. في مارس 2009، تم إطلاق سراح آخر السجناء المتبقين من السجن.

## العواقب

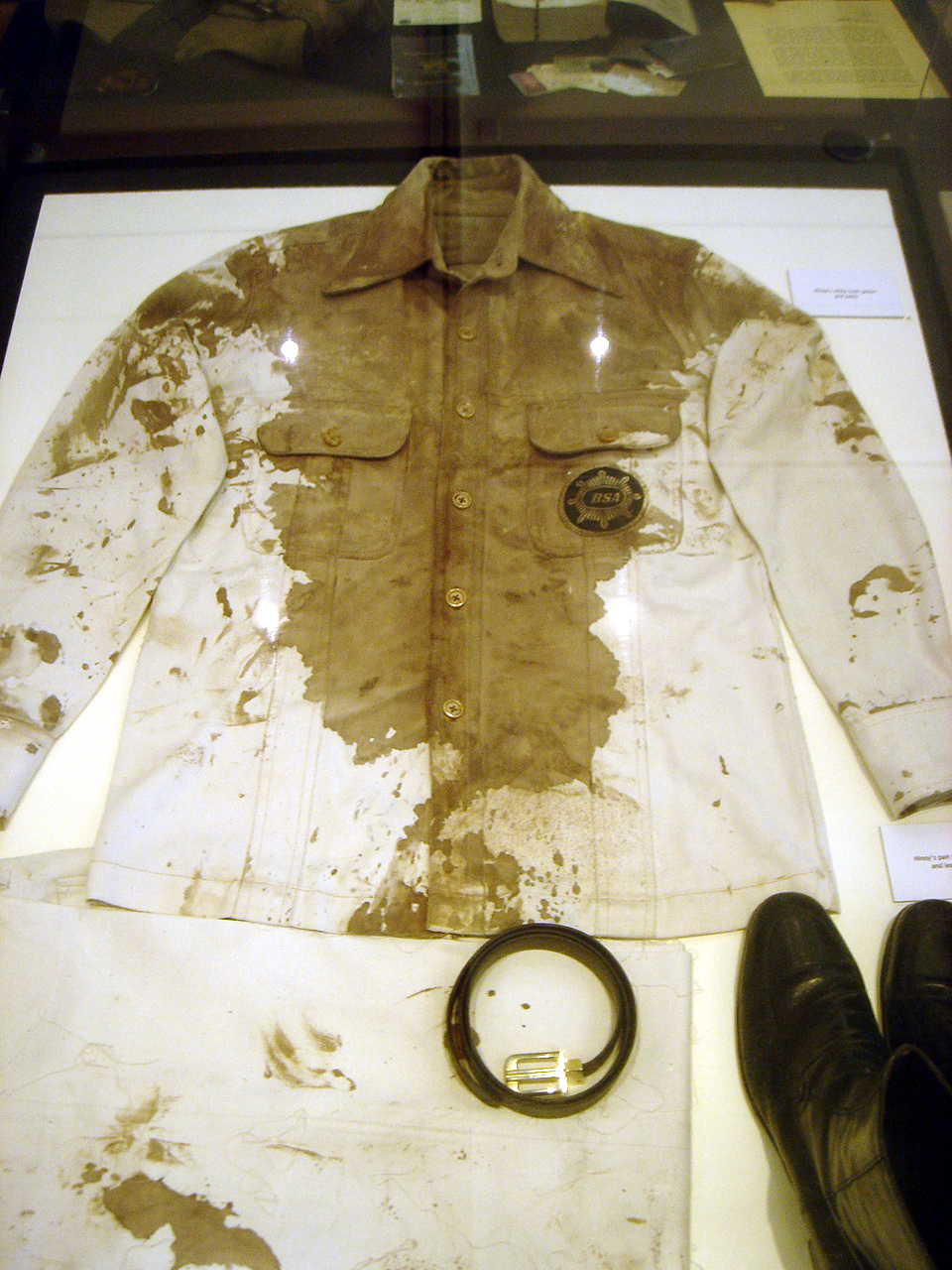
سترة السفاري الملطخة بالدماء، والسراويل (مطوية)، والحزام، والأحذية التي ارتداها أكينو عند عودته من المنفى معروضة بشكل دائم في مركز أكينو في تارلاك.

لقد أدى موت أكينو إلى تحويل المعارضة الفلبينية من حركة صغيرة معزولة إلى حملة موحدة ضخمة تضم أشخاصًا من جميع مناحي الحياة. لقد انخرطت الطبقة المتوسطة، وشاركت الأغلبية الفقيرة، وأيّد قادة الأعمال الذين أزعجهم ماركوس أثناء الأحكام العرفية الحملة. – كل ذلك بدعم حاسم من المؤسسة العسكرية وهرم الكنيسة الكاثوليكية. لقد أظهر الاغتيال العجز المتزايد لنظام ماركوس – كان فرديناند يعاني من مرض مميت عندما وقعت الجريمة بينما كان أصدقاؤه يديرون البلاد بشكل سيئ في غيابه. وقد أثار الأمر غضب أنصار أكينو عندما رأوا أن ماركوس، إن لم يكن هو العقل المدبر لعملية الاغتيال، فقد سمح بحدوثها وخطط للتغطية عليها. وقد جذبت الثورة الجماعية التي اندلعت بسبب وفاة أكينو اهتمام وسائل الإعلام العالمية، وبدأت اتصالات ماركوس الأميركية، فضلاً عن إدارة ريغان، في الابتعاد عنه. لقد سلطت وسائل الإعلام العالمية الضوء على الأزمة الفلبينية، وسلطت الضوء على نمط حياة إيميلدا الباذخ (والأشهر من ذلك، آلاف الأزواج من الأحذية التي كانت تمتلكها) و"عمليات التعدين"، فضلاً عن تجاوزات فرديناند.
أدى الاغتيال إلى تسليط الضوء على أرملة أكينو، كورازون،. كانت مرشحة رئاسية لحزب المعارضة (UNIDO) في الانتخابات المبكرة عام 1986، حيث خاضت الانتخابات ضد ماركوس. أظهرت النتائج الرسمية فوز ماركوس، ولكن تم رفض هذا على نطاق واسع باعتباره احتيالاً. وفي ثورة قوة الشعب التي تلت ذلك، استقال ماركوس وذهب إلى المنفى، وأصبحت كورازون أكينو رئيسة.
على الرغم من أنه لم يتم اغتيال أي رئيس فلبيني على الإطلاق، فإن بينينو أكينو هو أحد زوجات الرؤساء الثلاثة الذين تم اغتيالهم. تم اغتيال أليسيا سيكويا كويرينو وثلاثة من أطفالها على يد القوات اليابانية الإمبراطورية أثناء معركة مانيلا في عام 1945، بينما قُتلت الدونة أورورا كويزون مع ابنتها وزوج ابنتها في كمين هوكبالهاب في عام 1949.

### اكتشاف AVSECOM
في عام 2010، تم العثور على شاحنة (AVSECOM) التي كانت تحمل جثة أكينو في قاعدة فيلامور الجوية في باساي في حالة متهالكة. ويبدو أنه تم إلقاؤها على في منطقة نائية من القاعدة حيث تركت لتتعفن حتى تم شراؤها من قبل مارلون ماراسيجان، وهو عقيد متقاعد في سلاح الجو الفلبيني في عام 1997.
تم نقل السيارة إلى مجمع اللجنة التاريخية الوطنية في الفلبين (NHCP) في عام 2019 للترميم. سيتم عرض السيارة في متحف الحرية التذكاري، الذي يقع في الحرم الجامعي لجامعة الفلبين في ديليمان، عند اكتمال بناء المتحف. وسيتم أيضًا إضافة نسخة طبق الأصل من طائرة الخطوط الجوية الصينية بالإضافة إلى الجسر الجوي الأصلي الذي هبط فيه نينوي إلى المعرض. اعتبر رئيس المجلس الوطني لحقوق الإنسان رينيه إسكالانتي أن اقتراح عرض السيارة في متحف السيارات الرئاسية في مدينة كيزون غير مناسب.

### النصب التذكارية
في عام 1987، تم تغيير اسم مطار مانيلا الدولي، حيث وقعت عملية الاغتيال، إلى "مطار نينوي أكوينو الدولي". الآن تم وضع علامة على المكان الموجود على الساحة حيث كان جسده ممددًا بواسطة لوحة نحاسية.
تم إعلان يوم 21 أغسطس يوم نينوي أكينو، وهو عطلة وطنية، من خلال إقرار قانون الجمهورية رقم 9256. في عهد الرئيسة آنذاك غلوريا ماكاباغال أرويو، أصبح الاحتفال بهذا العيد منقولاً – يتم الاحتفال به في "يوم الاثنين الأقرب إلى 21 أغسطس" من كل عام – كجزء من فلسفتها المثيرة للجدل في "اقتصاد العطلة" كما تنعكس في قانون الجمهورية رقم 9492. تم تأجيل الاحتفال بهذا اليوم إلى 21 أغسطس بناءً على أوامر الرئيس السابق بنيغنو أكينو الثالث.

### مصير الطائرة
استمرت طائرة البوينج 767 المتورطة في الحادث في خدمتها مع الخطوط الجوية الصينية حتى عام 1989 عندما تم بيعها لشركة طيران نيوزيلندا وأعيد تسجيلها باسم (ZK-NBF) عند تسليم شركة الطيران التايوانية لطائرة بوينغ 747-400. ثم انتقلت بعد ذلك للطيران مع الخطوط الجوية الكندية تحت اسم (C-FVNM) حتى انسحابها في عام 2008. تم تخزين الطائرة بعد ذلك في روزويل لمدة اثني عشر عامًا أخرى حتى تم التخلص منها في النهاية في عام 2020.[بحاجة لمصدر]

## في الثقافة الشعبية
- تم تصوير هذه الحادثة في بداية فيلم الإثارة السياسية (A Dangerous Life) عام 1988، من بطولة غاري بوسي. ويظهر مجلس أغرافا أيضًا في الفيلم، ويستند تصوير الحادث إلى شهادة أحد الشهود القلائل على عملية الاغتيال، ريبيكا كيجانو، بالإضافة إلى موظفي المطار الذين شهدوا أيضًا إطلاق النار.
- يمكن سماع تسجيل صوتي أرشيفي للحادث في فيلم (Dekada 70) عام 2002.
- تم تصوير الحادثة في حلقة بعنوان "Sino ang Pumatay kay Ninoy؟" ("من قتل نينوي؟")، بُثّت في 26 مارس 2009 ضمن سلسلة الدراما الوثائقية لشبكة (GMA)، (Case Unclosed)
- تم ذكر الحادثة في فيلم الرعب والخيال العلمي الفلبيني (Shake, Rattle and Roll Fourteen: The Invasion) لعام 2012 من خلال تقارير الأخبار الإذاعية خلال نهاية الجزء
- يستكشف فيلم (Martyr or Murderer) لعام 2023 اغتيال نينوي أكينو في 21 أغسطس 1983، قبل ثلاث سنوات من أحداث (Maid in Malacañang)، وكيف اتُهم آل ماركوس بالمسؤولية عن الاغتيال.[83]
- تصور المسرحية الموسيقية (Here Lies Love) لعام 2013 عملية الاغتيال في أغنية "Gate 37" (يشير العنوان إلى البوابة التي غادر منها أكينو في مطار لوجان الدولي).

## الحواشي
1. ↑  وفي وقت لاحق، ألغت وزارة العدل حكم الإعدام الصادر بحق أكينو باعتباره "غير ذي جدوى وأكاديمية" بعد مغادرته الفلبين. ولكن الرئيس ماركوس أعاد تأكيد حكم الإعدام في الحادي والثلاثين من يوليو 1983.[5]
2. ↑  "Lakas ng Bayan" هو مصطلح تاغالوغي يعني "قوة الشعب"، مع الاختصار "لابان" الذي يعني "قتال" في التاغالوغية.
3. ↑  يشير الاسم الأول "مارسيال" إلى الأحكام العرفية، ويشير الاسم الأخير "بونيفاسيو" إلى حصن بونيفاسيو، حيث تم سجن نينوي.
4. ↑  وعلى النقيض من أوليفاس، كان غالمان، الشخص المزعوم، يرتدي قميصًا أزرق فاتحًا.

### الاستشهادات
1. ↑  "Who masterminded Ninoy's murder?". Philippine Daily Inquirer. مؤرشف من الأصل في 2025-01-15. اطلع عليه بتاريخ 2020-11-25. Who masterminded Ninoy's murder? After 35 years and after two Aquino presidencies, the answer remains a legal enigma.
2. ↑  Hill & Hill 1983، صفحات 5 and 7.
3. ↑  Hill & Hill 1983، صفحة 8.
4. ↑  Hill & Hill 1983، صفحات 8-9.
5. ↑  
Kashiwahara 1983, pp. 43 and 61
Hill & Hill 1983, p. 16.
6. 1 2  Hill & Hill 1983، صفحة 10.
7. ↑  Hill & Hill 1983، صفحات 10-11.
8. ↑  Hill & Hill 1983، صفحة 11.
9. ↑  Hill & Hill 1983، صفحة 13.
10. ↑  Hill & Hill 1983، صفحات 13-14.
11. ↑  Hill & Hill 1983، صفحة 15.
12. ↑  "The Greatest President We Never Had". مؤرشف من الأصل في 2022-05-10. اطلع عليه بتاريخ 2015-04-19.
13. ↑  
Kashiwahara 1983, p. 43
Hill & Hill 1983, p. 16.
14. ↑  
Kashiwahara 1983, p. 43
Hill & Hill 1983, p. 17.
15. ↑  
Kashiwahara 1983, p. 61
Aquino 2003, p. A18.
16. ↑  Hill & Hill 1983، صفحات 17-18.
17. ↑  Hill & Hill 1983، صفحة 18.
18. 1 2 3  Hill & Hill 1983، صفحة 25.
19. ↑  Hill & Hill 1983، صفحات 26, 53.
20. ↑  "Ninoy Aquino: Worth Dying For (the last interview!)". Youtube.com. 16 سبتمبر 2008. مؤرشف من الأصل في 2013-07-05. اطلع عليه بتاريخ 2008-10-06.{{استشهاد ويب}}:  صيانة الاستشهاد: BOT: original URL status unknown (link)
21. ↑  Kashiwahara 1983، صفحة 41.
22. ↑  
Kashiwahara 1983, p. 41
Hill & Hill 1983, p. 26.
23. ↑  
Kashiwahara 1983, pp. 41–42
Hill & Hill 1983, pp. 26–27.
24. 1 2  Hill & Hill 1983، صفحة 27.
25. ↑  
Kashiwahara 1983, p. 41
Hill & Hill 1983, p. 28.
26. ↑  Laurie، Jim (30 يونيو 2010). "The Last moments and assassination of Ninoy Aquino". YouTube. مؤرشف من الأصل في 2021-12-15. اطلع عليه بتاريخ 2013-08-30.
27. 1 2 3 4 5  Sandiganbayan ruling – Investigation of the assassination of Benigno Aquino (PDF). Maynila: Fact Finding Board. مؤرشف من الأصل (PDF) في 2009-09-03. اطلع عليه بتاريخ 2013-08-30.
28. ↑  Sandiganbayan ruling – Investigation of the assassination of Benigno Aquino (PDF). Maynila: Fact Finding Board. مؤرشف من الأصل (PDF) في 2009-09-03. اطلع عليه بتاريخ 2013-08-30.Sandiganbayan ruling – Investigation of the assassination of Benigno Aquino (PDF).
29. 1 2  Hill & Hill 1983، صفحة 28.
30. 1 2  "Agosto Beinte-Uno". ABS-CBN News. 29 أغسطس 2018. مؤرشف من الأصل في 2021-12-15 – عبر يوتيوب.
31. ↑  "Benigno Aquino Assassinated – 1983 | Today In History | Aug 21, 17". AP Archive. YouTube. مؤرشف من الأصل في 2023-04-17.
32. ↑  Hill & Hill 1983، صفحة 29.
33. ↑  Hill & Hill 1983، صفحات 90–91.
34. ↑  Hill & Hill 1983، صفحات 32 and 35–36.
35. 1 2  Hill & Hill 1983، صفحة 31.
36. ↑  Hill & Hill 1983، صفحات 32–33.
37. ↑  Hill & Hill 1983، صفحات 33 and 94–97.
38. ↑  Hill & Hill 1983، صفحات 33–34 and 98.
39. ↑  Hill & Hill 1983، صفحة 34.
40. ↑  "G.R. No. 72670 – Saturnina Galman vs. Sandiganbayan". Chan Roble Virtual Law Library. مؤرشف من الأصل في 2021-10-04. اطلع عليه بتاريخ 2021-10-04.
41. ↑  del Mundo, Larah Vinda (21 Aug 2022). "How Marcos suppressed the truth behind Ninoy Aquino's assassination". Vera Files (بالإنجليزية الأمريكية). Archived from the original on 2025-05-24. Retrieved 2023-01-03.
42. ↑  Hill & Hill 1983، صفحة 39.
43. ↑  Hill & Hill 1983، صفحات 39-40, 43.
44. ↑  Hill & Hill 1983، صفحة 40.
45. ↑  Hill & Hill 1983، صفحة 43.
46. ↑  "6 People Who Killed Ninoy Aquino, According to Conspiracy Theorist". 21 أغسطس 2014. مؤرشف من الأصل في 2025-05-16. اطلع عليه بتاريخ 2016-07-25.
47. ↑  "VP Sara fires back, tags Marcoses in Ninoy assassination" (بالإنجليزية). Archived from the original on 2024-12-03. Retrieved 2025-01-14.
48. ↑  https://www.youtube.com/watch?v=UpYowg3dxsA نسخة محفوظة 2024-12-18 على موقع واي باك مشين.
49. ↑  "VP Sara Duterte's assassination threat against Marcos a national security matter, official says" (بالإنجليزية الأمريكية). Archived from the original on 2025-01-06. Retrieved 2025-01-14.
50. ↑  "Llanesca T. Panti (@llanescajourno) on X" (بالإنجليزية). Archived from the original on 2025-01-14. Retrieved 2025-01-16.
51. ↑  "Kwitanai (@kwitanai) on X" (بالإنجليزية). Archived from the original on 2025-01-14. Retrieved 2025-01-16.
52. ↑  "Sara Duterte on relationship with Imee Marcos: 'We're friends, still'" (بالإنجليزية الأمريكية). Archived from the original on 2025-01-02. Retrieved 2025-01-14.
53. ↑  "NewsWatch Plus PH (@newswatchplusph) on X" (بالإنجليزية). Archived from the original on 2025-01-14. Retrieved 2025-01-16.
54. 1 2  Hill & Hill 1983، صفحة 36.
55. ↑  Presidential Decree No. 1886 (1983)، Creating a Fact-Finding Board with Plenary Powers to Investigate the Tragedy Which Occurred on August 21, 1983، اطلع عليه بتاريخ 2013-08-30
56. 1 2  del Mundo, Larah Vinda (21 Aug 2022). "How Marcos suppressed the truth behind Ninoy Aquino's assassination". Vera Files (بالإنجليزية الأمريكية). Archived from the original on 2024-05-22. Retrieved 2022-11-11.
57. ↑  Hill & Hill 1983، صفحة 35.
58. ↑  "Francisco Malabed, mortician to Marcos and Ninoy, dies at 67". ABS-CBN News. 22 سبتمبر 2017. مؤرشف من الأصل في 2022-05-13. اطلع عليه بتاريخ 2021-12-08.
59. ↑  "The assassination of Benigno Aquino". History Channel. 6 مايو 2010. مؤرشف من الأصل في 2024-01-06. اطلع عليه بتاريخ 2013-08-30.
60. ↑  Campbell، Colin (28 أغسطس 1983). "CROWDS MOB AQUINO HEARSE; CARDINAL REJECTS INQUIRY ROLE". New York Times. ص. 1. مؤرشف من الأصل في 2024-03-29. اطلع عليه بتاريخ 2024-03-29.
61. ↑  Cojuangco، Tingting (23 أغسطس 2009). "Memories from August 1983". The Philippine Star. مؤرشف من الأصل في 2022-08-31. اطلع عليه بتاريخ 2024-03-29.
62. ↑  Robles، Raissa (25 أغسطس 2014). "Ninoy's funeral was the day Filipinos stopped being afraid of dictators". ABS-CBN News. مؤرشف من الأصل في 2023-02-17. اطلع عليه بتاريخ 2021-05-31.
63. ↑  Bonabente، Cyril L. (22 يناير 2007). "Did you know". Philippine Daily Inquirer. The Philippine Daily Inquirer, Inc. ص. A22. مؤرشف من الأصل في 2023-06-27. اطلع عليه بتاريخ 2023-06-27.
64. ↑  Mercado، Monina Allarey؛ Tatad، Francisco S.؛ Reuter، James B. (1986). People Power: An Eyewitness History. James B. Reuter, S.J., Foundation. ص. 314. ISBN:978-0863161315. مؤرشف من الأصل في 2023-06-28.
65. ↑  10 things of interest about the assassination of Ninoy Aquino, Aquino, Tricia. (August 20, 2013), Interaksyon.com نسخة محفوظة 2016-10-27 على موقع واي باك مشين.
66. ↑  "Challenge to Marcos: The Tumult Since '83; Aquino Assassination in 1983 Created Conditions for Crisis". The New York Times. 23 فبراير 1986. مؤرشف من الأصل في 2024-12-05. اطلع عليه بتاريخ 2013-08-30.
67. ↑  Panganiban، Artemio (26 أغسطس 2018). "Who masterminded Ninoy's murder?". Inquirer. مؤرشف من الأصل في 2025-01-15. اطلع عليه بتاريخ 2021-07-20.
68. ↑  Yamsuan, Cathy Cañares (22 Aug 2021). "Agrava report on Ninoy Aquino slay: Groundbreaking search for truth". Philippine Daily Inquirer (بالإنجليزية). Archived from the original on 2023-08-25. Retrieved 2022-11-10.
69. 1 2  "In the Know: Pablo Martinez among 16 soldiers convicted of killing Aquino". Inquirer (بالإنجليزية). 9 May 2014. Archived from the original on 2014-05-09. Retrieved 2021-08-01.
70. ↑  "Philippine Court Convicts 16, Acquits 20 in Slaying of Aquino's Husband". Los Angeles Times (بالإنجليزية الأمريكية). 28 Sep 1990. Archived from the original on 2025-01-15. Retrieved 2022-02-11.
71. ↑  "Cold Trail: 10 Issues and Cases in the Philippines That are Still Unresolved". Spot (بالإنجليزية). 20 Jan 2014. Archived from the original on 2025-01-14. Retrieved 2022-02-11.
72. ↑  Gavilan, Jodesz (20 Aug 2016). "Look back: The Aquino assassination". RAPPLER (بالإنجليزية الأمريكية). Archived from the original on 2025-07-07. Retrieved 2022-02-11.
73. ↑  "Transcript of ABS-CBN Interview with Pablo Martinez, co-accused in the Aquino murder case". مؤرشف من الأصل في 2015-06-28. اطلع عليه بتاريخ 2015-04-19.
74. ↑  "Custodio vs Sandiganbayan : 96027-28 : March 8, 2005 : J. Puno : En Banc Resolution". sc.judiciary.gov.ph. مؤرشف من الأصل في 2016-10-12. اطلع عليه بتاريخ 2016-11-19.
75. ↑  "Aquino-Galman murder convict freed by Arroyo". GMA News. 22 نوفمبر 2007. مؤرشف من الأصل في 2016-08-14. اطلع عليه بتاريخ 2013-08-30.
76. ↑  "Fact Check: Controversial Lawyer Claimed Marcos Sr. Won The 1986 Snap Elections". Rappler (بالإنجليزية الأمريكية). 13 Jun 2022. Archived from the original on 2025-06-07. Retrieved 2022-11-10.
77. ↑  Flake, Dennis Edward (23 Feb 2021). "Reflections on the 1986 Snap Election and the People Power Revolution". Inquirer USA (بالإنجليزية). Archived from the original on 2025-06-18. Retrieved 2022-11-10.
78. ↑  Robles, Raissa. (August 20, 2012). "Ninoy Aquino's death van". Inside Philippine Politics and Beyond. نسخة محفوظة 2023-10-03 على موقع واي باك مشين.
79. ↑  Cayabyab, Jason. (August 22, 2019). . Van that carried Ninoy's body up for restoration. نسخة محفوظة 2023-05-01 على موقع واي باك مشين.
80. ↑  "Museum is final stop of Avsecom van that bore Ninoy's body". 22 أغسطس 2019. مؤرشف من الأصل في 2023-10-04.
81. ↑  Republic Act No. 9256 (2004)، Act Declaring August 21 of Every Year as Ninoy Aquino Day, a Special Nonworking Holiday, and for Other Purposes، اطلع عليه بتاريخ 2011-04-28
82. ↑  Republic Act No. 9492 (2007)، Act Rationalizing the Celebration of National Holidays Amending for the Purpose Section 26, Chapter 7, Book I of Executive Order No. 292, as amended, otherwise known as the Administrative Code of 1987، اطلع عليه بتاريخ 2011-04-28
83. ↑  "Darryl Yap reveals main cast of 'Martyr Or Murderer'". Stephanie Bernardino. Manila Bulletin. 25 نوفمبر 2022. مؤرشف من الأصل في 2024-05-27. اطلع عليه بتاريخ 2023-03-20.

#### كتب
- Hill، Gerald N.؛ Hill، Kathleen Thompson (1983). Aquino Assassination: The True Story and Analysis of the Assassination of Philippine Senator Benigno S. Aquino, Jr. Steve Psinakis. Sonoma, Calif.: Hilltop Pub. Co. ISBN:0-912133-04-X.

#### مقالات أخبار
- Aquino, Corazon C. (21 Aug 2003). "The last time I saw Ninoy". Philippine Daily Inquirer (بالإنجليزية). Vol. 18, no. 254. pp. A1 and A18.
- Kashiwahara, Ken (16 Oct 1983). "Aquino's Final Journey". The New York Times (بالإنجليزية). Vol. CXXXIII, no. 45833. pp. 41–43, 61–62, 64–66, and 69. Archived from the original on 2024-12-09. Retrieved 2017-01-04.

## روابط خارجية
- I AM NINOY website* History Channel's feature documentary on Ninoy Aquino's Assassination على يوتيوب
- "'The last time I saw Ninoy' - Aug. 21, 2003". مؤرشف من الأصل في 2006-05-16. اطلع عليه بتاريخ 2005-09-09.{{استشهاد ويب}}:  صيانة الاستشهاد: BOT: original URL status unknown (link)
- Time (magazine)
- https://web.archive.org/web/20120114150414/http://www.rmaf.org.ph/Awardees/Biography/BiographyAquinoCor.htm
- The good die young: Sen. Benigno Servillano Aquino Jr. (1932-1983). Index to Philippine Periodicals
- https://web.archive.org/web/20120930105738/http://newsinfo.inquirer.net/inquirerheadlines/nation/view/20080821-155890/Fewer-than-10-people-in-plot-5-core-5-others-in-the-know
- https://web.archive.org/web/20120930105809/http://newsinfo.inquirer.net/inquirerheadlines/nation/view/20080823-156342/The-Pattugalan-Memos-on-Project-Four-Flowers
- https://web.archive.org/web/20090808024519/http://services.inquirer.net/print/print.php?article_id=154970
- Tambayan ng mga Benignian
- . على يوتيوب